# Olaf Berger

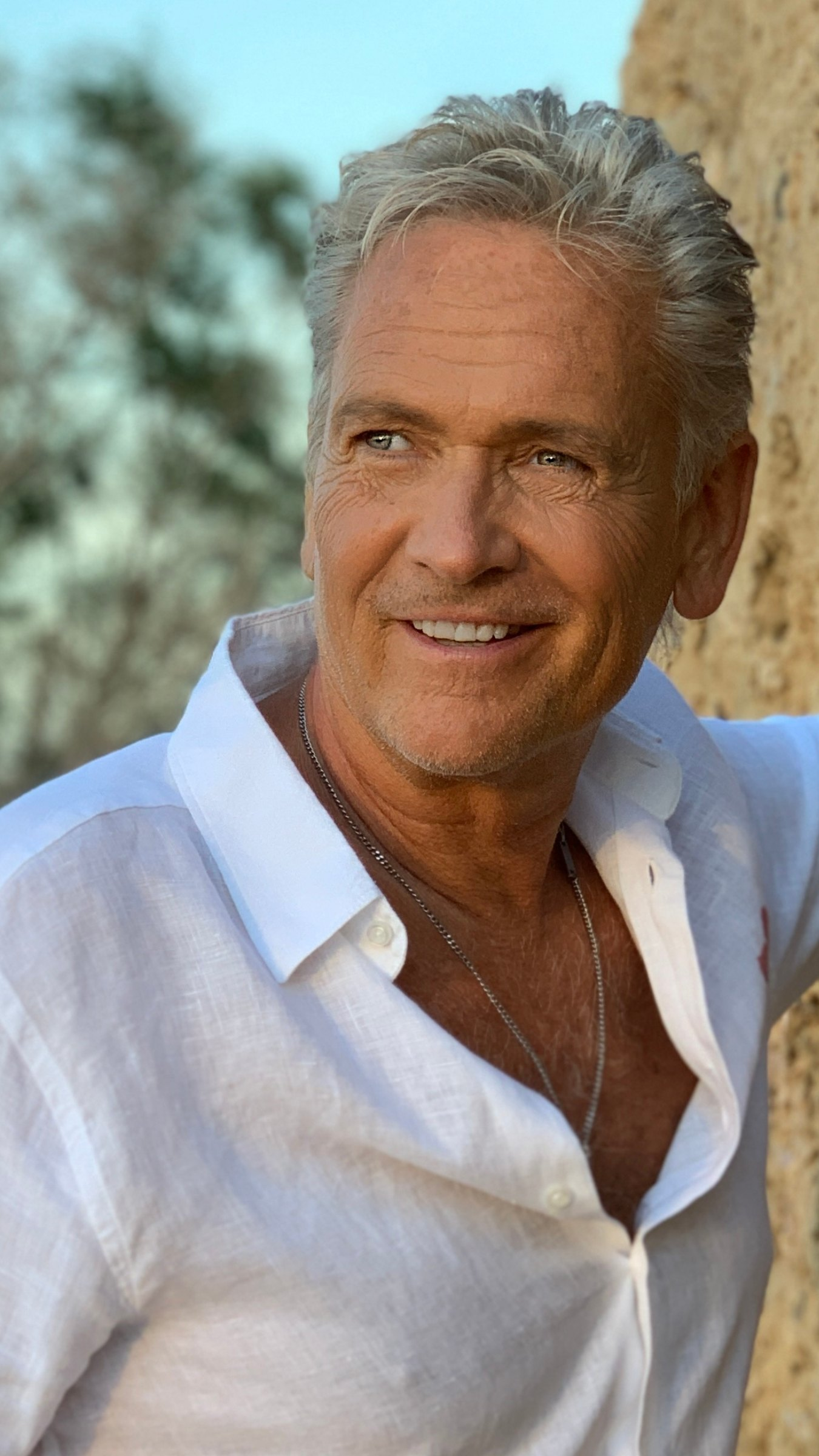
Olaf Berger (2024)

Olaf Berger (* 24. Dezember 1963 in Dresden) ist ein deutscher Schlagersänger und Moderator.

## Leben
Olaf Berger wuchs als Sohn von Lothar Berger (1934–2011) und Eveline Berger (1934–2012) gemeinsam mit einem älteren Bruder und einer jüngeren Schwester in Dresden auf. Sein Vater leitete rund 30 Jahre lang die Gala-Band Die Virginias. Kurz nach seiner Ausbildung zum Kfz-Mechaniker stieg Berger als Gitarrist und Sänger in die Band seines Vaters ein. 1985 trat Berger als Solist beim DDR-Nachwuchswettbewerb Goldener Rathausmann in Dresden auf. Innerhalb kürzester Zeit folgten Fernsehauftritte und sein Debüt-Album Es brennt wie Feuer erhielt die Goldene Schallplatte. Im Jahr 1986 wählten ihn die Leser der damaligen Fernsehzeitschrift „FF dabei“ zu ihrem Lieblingsstar.
Im Jahr 1990 überreichte ihm Dieter Thomas Heck als erstem Künstler aus der DDR die „Goldene Stimmgabel“. Wenig später wurde der international erfolgreiche Produzent Jack White auf ihn aufmerksam und prophezeite Berger eine erfolgreiche Zukunft. Mit dem Album Erzähl mir was von dir gelang ihm dann auch der gesamtdeutsche Durchbruch im Showgeschäft.
1999 nahm er mit dem Titel Schenk mir Deine Träume an den Deutschen Schlager-Festspielen teil und erreichte den 3. Platz.
Olaf Berger veröffentlichte einige Duette mit seiner Tochter Maria. Seit 2004 moderiert Berger eigene Sendungen im Mitteldeutschen Rundfunk (MDR). Nach den Sendungen Eine Busfahrt die ist lustig … (2004), Warum denn in die Ferne schweifen (2005) und Olaf macht das schon (2006) war Berger 2007 zehn Wochen in der Sendung tierisch, tierisch! als Moderator und Tiervermittler tätig. Von 2007 bis 2011 moderierte er die MDR-Sendung TOP TEN, in der er Hits aus dem Sendegebiet präsentierte.
Im Jahr 2008 erschien Bergers elftes Album, im Herbst erschien sein erstes Weihnachtsalbum. Zu seinem 25-jährigen Bühnenjubiläum veröffentlichte Berger im März 2010 sein zwölftes Album Das zweite Gefühl. 2011 wechselte er zu David Brandes und Koch Universal Music und veröffentlichte 2012 das Album Stationen.
Im Jahr 2015 feierte er sein 30-jähriges Bühnenjubiläum mit einer Tour. Er sang im Duett The way she looks at you mit dem irischen Star Johnny Logan.
Seit 2019 ist Berger auch wieder als TV-Moderator mit der Sendereihe Mit Volldampf und Musik im MDR Fernsehen tätig. Mit der Veröffentlichung seiner deutschen Cover-Version der Rockhymne Lady in Black von Uriah Heep zeigte Olaf Berger eine weitere Facette seines musikalischen Schaffens.

## Privates
Berger hat eine Tochter (* 1990), die aus seiner von 1992 bis 2014 bestehenden ersten Ehe stammt. Seit Dezember 2015 ist Berger in zweiter Ehe verheiratet. Im Februar 2023 wurde Berger erstmals Großvater.

## Ehrungen
- 1985: Goldener Rathausmann
- 1985: Sprungbrett
- 1985: 5 × Silberner Bong
- 1986: Wahl zum Lieblingsstar der Fernsehzeitschrift FF dabei
- 1988: Goldene Amiga (Album Lebenslänglich du)
- 1990: Goldene Stimmgabel

## Singles
- 04/1990: Nonstop ins Paradies
- 08/1990: Feuervogel
- 02/1991: Die ersten Tränen trocknen nie
- 10/1991: Flüsternde Schatten
- 07/1993: Ich liebe dich noch immer (deutsche Fassung von David Hasselhoffs The Girl Forever)[5]
- 03/1994: Doch abends fängt die Sehnsucht an
- 09/1994: Erzähl mir was von dir
- 01/1995: Alles aus Liebe zu dir
- 06/1995: Spanische Hochzeit
- 10/1995: Berlin, Berlin, wir fahren nach Berlin
- 03/1996: (Wer verdammt ist) Alice
- 06/1996: Wenn du mich wirklich liebst
- 08/1996: Eviva Amor
- 03/1997: Ich hör’ so gerne Radio (nur Promo)
- 06/1997: Komm und bring die Liebe mit
- 03/1998: Geh zum Teufel mein Engel
- 06/1998: Samba Del Amore
- 09/1998: Herzklopfen
- 02/1999: Es ist ein Wahnsinn, dich nicht zu lieben (Maria)
- 05/1999: Schenk mir deine Träume
- 08/1999: Verliebt in den Sommer
- 11/1999: Sonntagskinder
- 05/2000: Wildes Feuer
- 09/2000: Viel zu nah
- 05/2001: Baila Baila
- 11/2001: Du und ich (Duett mit Tochter Maria) (nur Promo)
- 06/2002: Zu spät (nur Promo)
- 11/2002: Ich denk’ immer noch an dich (Duett mit Alexandra Klim) (nur Promo)
- 04/2003: Mitten in mein Herz (nur Promo)
- 09/2003: Casavova
- 03/2004: Wohin du auch gehst  (6 Wochen Platz 1 der deutschen Airplaycharts)
- 08/2004: Du warst mir noch nie so nah (nur Promo)
- 04/2005: Lend A Hand (Duett mit Tochter Maria) (nur Promo)
- 10/2005: Ich wein’ dir keine Tränen hinterher
- 03/2006: Olé Olá denke nicht an morgen
- 09/2006: Neu in dich verliebt
- 01/2007: Komm, ich zeig dir meine Welt (nur Promo)
- 07/2007: Te quiero mi amor (nur Promo)
- 11/2007: Wenn ich dich berühr (nur Promo)
- 03/2008: Erste Liebe (nur Promo)
- 06/2008: Schatten an der Wand (nur Promo)
- 01/2009: Schon mal in dich verliebt (nur Promo)
- 06/2009: Kopf oder Zahl (nur Promo)
- 11/2009: Dafür sind Freunde da (Duett mit Chip Hawkes) (nur Promo)
- 11/2009: Weihnachten ganz leise (nur Promo)
- 02/2010: Sag mir wo (nur Promo)
- 06/2010: Gefangen in deinem Feuer (nur Promo)
- 09/2010: Das zweite Gefühl (nur Promo)
- 05/2011: Verlass mich wenn ich schlaf (nur Promo)
- 09/2011: Doch sie blieb (nur Promo)
- 01/2012: Wenn dein Blick eine Nacht verrät 04/2012 Platz 1 der Deutschen Airplaycharts
- 10/2013: Du bist mein Stern
- 08/2015: Träumen lohnt sich heut’ Nacht
- 11/2015: Dieser Augenblick
- 06/2017: Hast Du heut schon gelebt
- 10/2017: Was wär, wenn wir Singles wären (Duett mit Antonia aus Tirol)
- 01/2019: Die schwarze Lady (Lady in Black)
- 06/2019: Was hat er was ich nicht hab
- 11/2019: Warum tust du mir das an
- 01/2020: Echt
- 05/2020: Sommer in Berlin (Stereoact Mix)
- 09/2020: Die Ausnahme
- 11/2020: Weihnachten bei Dir
- 03/2021: Touché
- 07/2021: Schenk mir noch eine letzte Nacht
- 02/2022: Lass es immer Liebe sein
- 05/2022: Lass die Sonne in dein Leben
- 09/2022: Du (dt. Coverversion von "Tu")
- 03/2023: Was würde jetzt die Liebe tun
- 06/2023: Ich kann dir nicht schon wieder widersteh'n
- 19/2023: Nochmal
- 12/2023: Das schönste Geschenk
- 03/2024: Wunden gibt es immer wieder

## Alben
- 1987: Es brennt wie Feuer
- 1988: Lebenslänglich du
- 1991: Geheime Zeichen
- 1994: Erzähl mir was von dir
- 1996: Es lebe die Liebe
- 1998: Herzklopfen
- 2000: Hautnah ist nicht genug
- 2002: Du und ich
- 2002: … und immer wieder Feuer – Best of
- 2004: Casanova
- 2006: Ich zeig dir meine Welt
- 2008: Schatten an der Wand
- 2008: Weihnachten liegt schon in der Luft
- 2009: Die größten Hits
- 2010: Das zweite Gefühl
- 2010: 25 Jahre
- 2012: Stationen
- 2015: Über Grenzen gehen
- 2015: Das Beste zum Jubiläum
- 2017: Hast du heut schon gelebt
- 2018: Das Partyalbum
- 2022: Echt Bergerstark
- 2023: Das Beste (Doppelalbum)
- 2023: "Es kommt so oder so – Meine Showgeschichten" – Autobiographie

## Moderationen/Fernsehen
- 2001: Die Schlager des Winters, MDR
- 2004: Eine Busfahrt die ist lustig, MDR (Sommer Staffel – 8 Wochen)
- 2005: Warum denn in die Ferne schweifen, MDR (Sommer Staffel – 8 Wochen)
- 2006: Olaf macht das schon, MDR (Sommer Staffel – 8 Wochen)
- 2007: Tierisch, tierisch, MDR
- 2007: Allein gegen alle, MDR (Sommer Staffel – 8 Wochen)
- 2007–2011: TOP TEN, MDR
- seit 2019: Mit Volldampf und Musik, MDR
- 2020: So wird der Sommer bei uns, MDR
- 2022: Wir sind Weihnachten!, MDR
- 2023: Wir sind Weihnachten – immer noch! MDR
- 2024: Wir sind Weihnachten! Alle Jahre wieder! MDR